# Кејли-Хамилтонова теорема
Кејли-Хамилтонова теорема је једно од најзначајнијих тврђења у линеарној алгебри. Она гласи:
Свака квадратна матрица поништава свој карактеристични полином.
Посматрајмо на пример матрицу
{\displaystyle A={\begin{bmatrix}1&2\\3&4\end{bmatrix}}.}
Њен карактеристични полином је
{\displaystyle p(\lambda )={\begin{vmatrix}\lambda -1&-2\\-3&\lambda -4\end{vmatrix}}=(\lambda -1)(\lambda -4)-2\cdot 3=\lambda ^{2}-5\lambda -2.}
А у сагласности са Кејли-Хамилтоновом теоремом, 
{\displaystyle A^{2}-5A-2I_{2}=0}